# Samuel D. Jackson

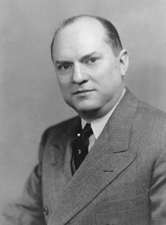
Samuel D. Jackson

Samuel Dillon Jackson (* 28. Mai 1895 bei Zanesville, Allen County, Indiana; † 8. März 1951 in Fort Wayne, Indiana) war ein US-amerikanischer Politiker (Demokratische Partei), der den Bundesstaat Indiana im US-Senat vertrat.
Samuel Jackson besuchte die öffentlichen Schulen in Fort Wayne und danach die Law School der Indiana University in Indianapolis, wo er 1917 seinen Abschluss machte; im selben Jahr wurde er in die Anwaltskammer aufgenommen. Danach diente er während des Ersten Weltkrieges als Captain der Infanterie, ehe er ab 1919 als Jurist in Fort Wayne praktizierte. 1924 übernahm er das Amt des Staatsanwaltes im Allen County, was er bis 1928 blieb.
In diesem Jahr bewarb Jackson sich erstmals um ein politisches Amt, war aber bei der Wahl zum Repräsentantenhaus der Vereinigten Staaten erfolglos. Von 1940 bis 1941 war er Attorney General von Indiana, ehe er am 28. Januar 1944 zum Nachfolger des verstorbenen Frederick Van Nuys im US-Senat ernannt wurde. Bei der Nachwahl trat er nicht an, sodass seine Zeit im Senat bereits am 13. November desselben Jahres wieder endete. Ebenfalls 1944 war er der demokratische Kandidat für das Amt des Gouverneurs von Indiana, unterlag aber dem Republikaner Ralph F. Gates.
Danach zog Jackson sich aus der Politik zurück und arbeitete wieder als Jurist, bis er 1951 in Fort Wayne starb.